# Tithaeus watanabei
Tithaeus watanabei is een hooiwagen uit de familie Tithaeidae. De originele naamcombinatie (protoniem) is Tithaeus watanabei Suzuki, 1969. De huidige (vanaf 2023) geldig wetenschappelijke naam van Tithaeus watanabei Gaat terug op Seisho Suzuki.